# Städte in Neuseeland

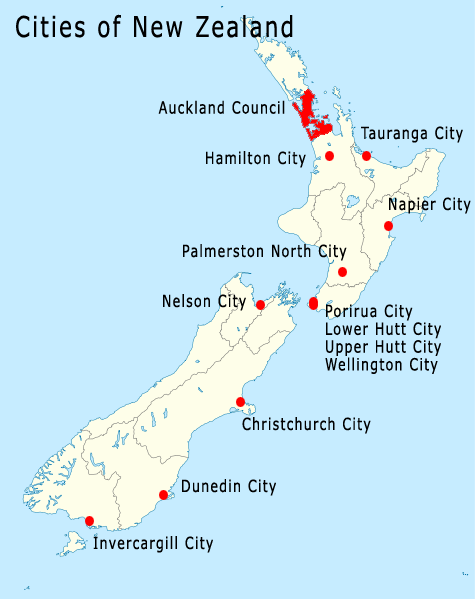
Städte Neuseelands

Städte in Neuseeland sind entsprechend der neuseeländischen Verwaltungsreform von 1989 Territorial Authorities (TA) (Gebietskörperschaften), die über eine eigenständige Verwaltung und einem von den Einwohnern der Stadt gewählten Rat verfügen. Seit 2010 besitzen 12 Städte und ein Ballungsraum in Neuseeland den Status einer Territorial Authority und einen gewählten Council bzw. City Council (Stadtrat).

## Auckland Council
Der Großraum Auckland, als mit Abstand größter Ballungsraum des Landes, nennt sich seit dem 1. November 2010 Auckland Council. Die zuvor existierenden Städte Auckland City, Manukau City, North Shore City und Waitakere City und die Distrikte des Franklin District, Papakura District und Rodney District, sowie der Regional Council der Region Auckland wurden aufgelöst und zu der neuen Verwaltungseinheit des Auckland Council mit 1.415.550 Einwohnern (2013) zusammengefasst. Damit deckt dieses neue verwaltungstechnische Gebilde den gesamten Großraum Auckland ab.
Um bei der Größe der Metropole politisch und verwaltungstechnisch lokale Bezüge herstellen zu können, wurde Auckland in 21 Local Boards (lokale Verwaltungseinheiten) eingeteilt.

## 12 Städte mit einem City Council
|      | Agglomeration         | Einwohner | Region                    |
| ---- | --------------------- | --------- | ------------------------- |
|      | Auckland Council      | 1.415.550 | Auckland Region           |
| Rang | City                  | Einwohner | Region                    |
| 1.   | Christchurch City     | 341.469   | Canterbury Region         |
| 2.   | Wellington City       | 190.959   | Wellington Region         |
| 3.   | Hamilton City         | 141.612   | Waikato Region            |
| 4.   | Dunedin City          | 120.249   | Otago Region              |
| 5.   | Tauranga City         | 114.789   | Bay of Plenty Region      |
| 6.   | Lower Hutt City       | 98.238    | Wellington Region         |
| 7.   | Palmerston North City | 80.079    | Manawatū-Whanganui Region |
| 8.   | Napier City           | 57.240    | Hawke’s Bay               |
| 9.   | Porirua City          | 51.717    | Wellington Region         |
| 10.  | Invercargill City     | 51.696    | Southland Region          |
| 11.  | Nelson City           | 46.437    | Nelson Region             |
| 12.  | Upper Hutt City       | 40.179    | Wellington Region         |

Quelle Einwohnerzahlen: Statistics New Zealand, Volkszählung 2013